# Geiser (Schiff, 1881)
Die Geiser war ein Passagierschiff der dänischen Reederei Thingvalla-Linie, das zwischen 1882 und 1888 Passagiere, Fracht und Post von Kopenhagen nach New York beförderte. Am 14. August 1888 kollidierte die Geiser 30 Meilen südlich von Sable Island bei Regen und Nebel mit dem Passagierschiff Thingvalla der gleichen Reederei. Die Geiser sank innerhalb von fünf Minuten. 118 Passagiere und Besatzungsmitglieder kamen ums Leben.

## Das Schiff
Der 2.831 BRT große Passagierdampfer Geiser wurde auf der Kopenhagener Traditionswerft Burmeister & Wain gebaut und im August 1881 vom Stapel gelassen. Das Passagier- und Frachtschiff war aus Eisen gebaut, verfügte über einen geraden Bug, einen Propeller und drei Masten, die mit der Takelage eines Schoners bestückt waren. Die vierzylindrige Verbunddampfmaschine von Burmeister & Wain leistete 300 PS (2.000 PSi) und verhalf dem Schiff zu einer maximalen Reisegeschwindigkeit von elf Knoten. In den Passagierunterkünften war Platz für bis zu 700 Passagiere.
Der Rumpf des Schiffs war in fünf wasserdichte Abteilungen aufgeteilt. An Bord gab es eine Krankenstation, die mit 40 Betten ausgestattet war. Zur Sicherheit der Passagiere standen acht Rettungsboote zur Verfügung. Ihr Eigner war die in Kopenhagen ansässige Reederei Dampskibsselskabet Thingvalla. Diese Schifffahrtsgesellschaft betrieb zwischen 1880 und 1898 einen lebhaften Transatlantikservice zwischen Nordeuropa und Nordamerika, der vor allem von skandinavischen Auswanderern genutzt wurde.
Zusammen mit der Thingvalla (1873), der Hekla (1881) und der Island (1882) bediente die Geiser die für die Reederei typische Route Kopenhagen–Oslo–Kristiansand–New York. Jeden 14. Tag liefen die Schiffe in Kopenhagen aus. Am Sonntag, dem 1. Januar 1882 lief die Geiser zu ihrer Jungfernfahrt aus. Am 17. Januar 1885 lief sie im Oslofjord bei Kavringen auf Grund und musste von dem Eisbrecher Mjølner abgeschleppt werden. Eine Woche später begannen in ihrer Heimatwerft Burmeister & Wain die Reparaturen.
Im selben Jahr nahm sie die 4.800 BRT große Gallia der Cunard Line in Schlepp, die wegen einer gebrochenen Welle manövrierunfähig war. Als die Schlepptrosse riss, wurden der Geiser Teile ihrer Reling abgerissen. Im April 1888 half die Geiser wieder einem Schiff in Not, als sie die Donau des Norddeutschen Lloyd nach New York schleppte, nachdem diese ihren Propeller verloren hatte. Am 3. August 1888 traf das Schiff nach seiner letzten vollendeten Fahrt auf Westkurs in New York ein. Anschließend begannen die Vorbereitungen für die Rückfahrt nach Dänemark.

## Untergang
Am Sonnabend, dem 11. August 1888, legte die Geiser in New York unter dem Kommando von Kapitän Carl William Møller zu einer weiteren Atlantiküberquerung nach Kopenhagen ab. An Bord waren 149 Passagiere und Besatzungsmitglieder, darunter 21 Kinder. Zur Ladung gehörten hunderte Fässer Schmalz, Rindfleisch, Butter, Schmierstoff und vorgefertigte Fassspunde sowie 1429 Säcke Mehl, 47 Fässer Tabak, 500 Kisten Getreidesamen und 42.068 Scheffel Mais. Drei Tage nach dem Ablegen passierte die Geiser die Insel Sable Island vor der Küste von Nova Scotia in östlicher Richtung. Es regnete und war diesig, später kam Nebel auf.
Am Dienstag, dem 14. August 1888, um 03:30 Uhr, 30 Meilen südwestlich von Sable Island, ließ der Erste Offizier Henry Brown den Kapitän rufen und teilte ihm mit, dass sich ein anderes Schiff nähere und man Gefahr laufe, zusammenzustoßen. Es handelte sich um die 2.524 BRT große Thingvalla, einen Passagierdampfer, der ebenfalls der Thingvalla-Linie angehörte und mit 462 Menschen an Bord unter dem Kommando von Kapitän Søren J. H. Laub auf dem Weg von Stettin nach New York war.
Auf der Kommandobrücke der Geiser, die mit voller Geschwindigkeit fuhr, wurde das Ruder hart nach Steuerbord gelegt und die Maschinen auf „volle Kraft zurück“ gestellt. Das Schiff ließ noch zweimal sein Horn ertönen, bevor die Thingvalla gegen 03:40 Uhr, mit voller Fahrt laufend, die Steuerbordseite der Geiser rammte. Eine gewaltige Erschütterung ließ den Dampfer erzittern. Unter den Passagieren griffen umgehend Angst und Panik um sich; sie riefen nach Hilfe und suchten nach Schwimmwesten. Auf der Geiser war der Schiffsführung sofort klar, dass es keine Rettung gebe, sodass sofort das Verlassen des Schiffs angeordnet wurde. Notraketen wurden abgefeuert und die Rettungsboote zu Wasser gelassen. Der Ansturm auf die Boote hinderte die Mannschaft am ordnungsgemäßen Bedienen der Bootstationen. Wegen der Schlagseite hatten aber auch viele Frauen und Kinder Angst, in die Boote zu steigen.
Viele wurden direkt durch den Zusammenstoß in ihren Kabinen zerquetscht und getötet. Zahlreiche andere wurden durch den Sog ergriffen und nach unten gezogen. Die Szene wurde später von einem Überlebenden als „Karneval des Todes“ beschrieben. Die Geiser brach fast in zwei Teile und sank fünf Minuten nach der Kollision mit dem Heck voran. Der Sog ergriff die Rettungsboote und ließ sie untergehen. Kapitän Møller sprang von der Brücke, wurde vom Sog ergriffen und verhedderte sich in Trümmern. Es gelang ihm aber, auf ein gekentertes Rettungsboot zu klettern, von dem er schließlich gerettet wurde.

## Rettungsversuche
An Bord der Thingvalla wurde alles getan, um den Schiffbrüchigen zu helfen. Drei Rettungsboote wurden zu Wasser gelassen, um Überlebende aufzunehmen. Insgesamt 14 Passagiere und 17 Mitglieder der Mannschaft der Geiser wurden gerettet. Die meisten trugen Nachtgewänder und Pyjamas und waren sehr erschöpft. Sie wurden an Bord der Thingvalla mit trockener Kleidung und warmen Getränken versorgt. Die Thingvalla entfernte sich etwas von der Szene, um zu verhindern, dass im Wasser schwimmende Menschen in ihre Propeller gerieten. Die Boote der Thingvalla suchten die Umgebung noch eine Weile ab, konnten aber keine weiteren Überlebenden mehr finden. Alle restlichen Passagiere der Geiser waren ertrunken.
Die 28-jährige Hilda Lind, eine seit fünf Jahren in den Vereinigten Staaten lebende Schwedin, war die einzige Frau, die den Untergang überlebte. Sie verlor ihre beiden kleinen Kinder. Als sie in ihrer Wohnung in New York ankam, begrüßte sie ihren Ehemann mit den Worten: „Oscar, you have no children“ (Oscar, du hast keine Kinder mehr). Zu den Überlebenden zählte außerdem Anders Beer Wilse, einer der bedeutendsten Fotografen Norwegens.
Die Passagiere beider in die Kollision verwickelter Schiffe wurden von dem HAPAG-Dampfer Wieland übernommen. Der Fischkutter Capio schleppte die schwer beschädigte Thingvalla zwei Tage nach dem Unglück in den Hafen Halifax, wo er an der Pier Pickford & Black’s Wharf festmachte und von Schaulustigen bestaunt wurde. Der Bug des Dampfers war von der Wucht der Kollision etwa neun Meter weit bis zum ersten wasserdichten Schott eingedrückt worden. Journalisten beschrieben den Schaden „als hätte ein scharfes Messer durch Pappe geschnitten. Kein anderes Schiff ist jemals so schwer beschädigt in diesen Hafen eingelaufen. Wie sie es hierher geschafft hat, ist ein Rätsel“.